# Крымский, Владимир Сергеевич
Владимир Сергеевич Крымский (26 декабря 1953) — советский футболист, выступавший на позиции полузащитника, советский и российский футбольный тренер и функционер. Рекордсмен клуба «СКА-Хабаровск» по числу проведённых матчей.

## Биография
Занимался футболом с 12 лет в группе подготовки при команде мастеров СКА (Хабаровск), первый тренер — Василий Ильич Бородин. Начинал на позиции нападающего, вскоре был переведён на край полузащиты.
В 1970 году тренер взрослой команды армейцев Владимир Шпынов стал привлекать 16-летнего Крымского к матчам основного состава. С 1972 года, уже при тренере Борисе Семёнове, футболист стал твёрдым игроком основы. В течение 16-ти сезонов выступал за СКА и за это время сыграл 489 матчей в первой и второй советской лиге, что является клубным рекордом. Был капитаном команды. В 1985 году в возрасте 32 лет завершил спортивную карьеру, так как новый тренер Леонид Назаренко пригласил с собой нескольких игроков и решил провести омоложение команды.
На любительском уровне выступал за команду «Динамо-Диамант» из Хабаровска, также играл за команду ветеранов «Космос».
В 1988 году стал ассистентом в тренерском штабе Владимира Бычека и работал на этой должности в течение семи лет. В 1995 году перешёл на должность начальника команды, а в 2010-е годы работал техническим директором клуба.